# Estêvão I de Antioquia
Estêvão de Antioquia foi o bispo de Antioquia entre 341 e 345 ou entre 342 e 344, dependendo da fonte. Ele era líder dos arianos chamados de eusebianos durante a controvérsia ariana e um grande adversário de Atanásio de Alexandria.

## Concílios arianos
Estêvão participou do Concílio de Sárdica (343) liderando o grupo ariano juntamente com Acácio de Cesareia, o sucessor de Eusébio de Nicomédia, e ali pediram que fosse confirmadas as deposições de Atanásio de Alexandria e de Marcelo de Ancira, o que foi rejeitado pelo grupo ortodoxo, liderado por Ósio de Córdoba. Furiosos, os arianos deixaram o concílio e realizaram um outro em paralelo, o Concílio de Filipópolis, que condenou os bispos Atanásio e Marcelo e todos os reunidos em Sárdica.
No ano de 344, representantes da ortodoxia referendada em Sárdica visitaram Antioquia (Vicente de Cápua e Eufrates de Colônia). Durante a noite, uma prostituta foi enviada para os seus aposentos, o que causou um grande escândalo. As investigações incriminaram Estêvão como líder do atentado e ele acabou deposto num Concílio em Antioquia (344).